# Utobium
Utobium is een geslacht van kevers uit de familie van de klopkevers (Anobiidae).

## Soorten
- Utobium elegans (G. Horn, 1894)
- Utobium granulatum White, 1976
- Utobium griseum White, 1966
- Utobium marmoratum Fischer, 1939